# Canale dei Cigni
Il Canale dei Cigni (in russo Лебяжья канавка? o anche: Лебя́жий канал) è un corso d'acqua che attraversa il centro di San Pietroburgo collegando il fiume Neva e la Mojka tra il Giardino d'Estate e il Campo di Marte (sull'isola dell'Ammiragliato).